# Église Notre-Dame de Monteton
Pour les articles homonymes, voir Église Notre-Dame et Notre-Dame.
L'église Notre-Dame de Monteton est une église paroissiale située à Monteton (Lot-et-Garonne). 

## Historique
Les moines de l'abbaye de Sarlat ont possédé un prieuré à la Sauvetat-du-Dropt. Ils ont entrepris au XIIe siècle de déboiser les terres de Monteton et d’y bâtir l’église Notre-Dame.
L'église a peu souffert de la guerre de Cent Ans et des guerres de religion.
Elle est inscrite à l'Inventaire des monuments historiques par arrêté du 7 janvier 1926.
Bien que catholique, l'église est aussi utilisée régulièrement par la communauté britannique de la région pour des messes anglicanes.

## Description
L'église comprend une abside voûtée en cul-de-four, une travée de chœur voûtée en berceau plein cintre et une nef de quatre travées, de la même largeur que le sanctuaire, recouverte d'un berceau à cintre brisé renforcé par des doubleaux.
La particularité de cette église vient de ce que les constructeurs ont choisi de placer les contreforts à l'intérieur de la nef et de les relier par des arcades. Ces contreforts intérieurs sont en avancement de 1 mètre sur le côté sud et de 1,70 mètre du côté nord.

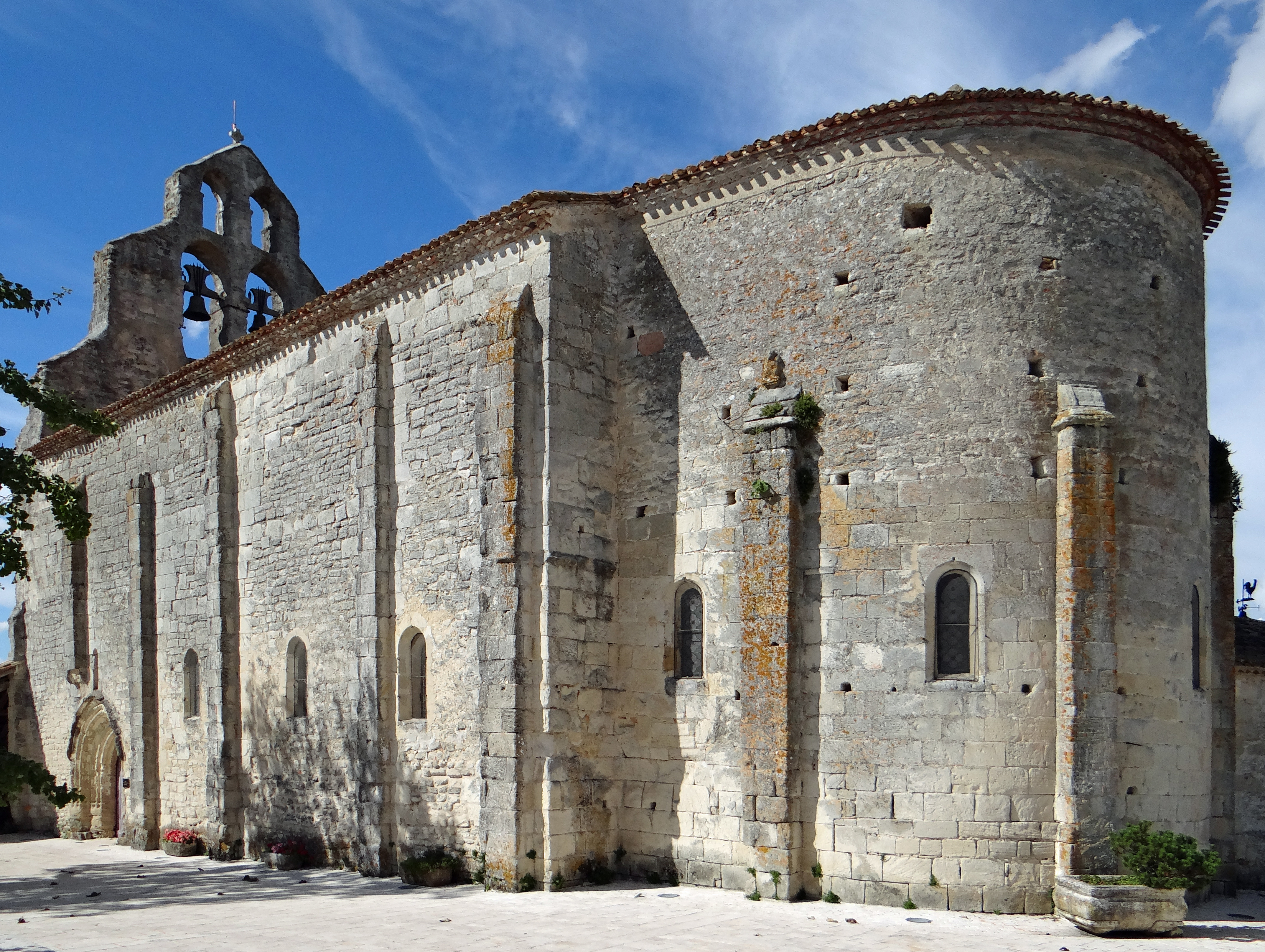
Vue d'ensemble avec le chevet
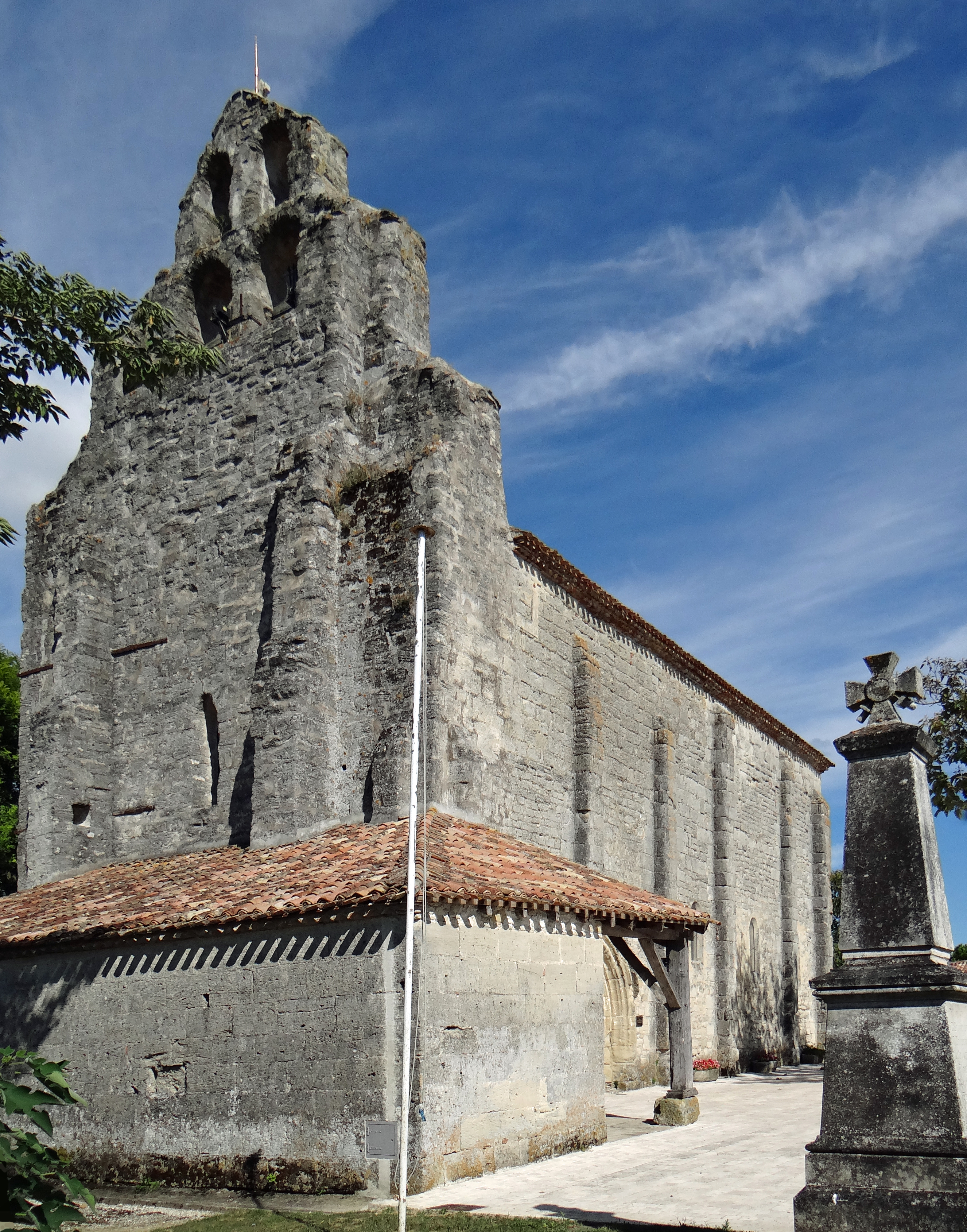
Le clocher-mur et le porche
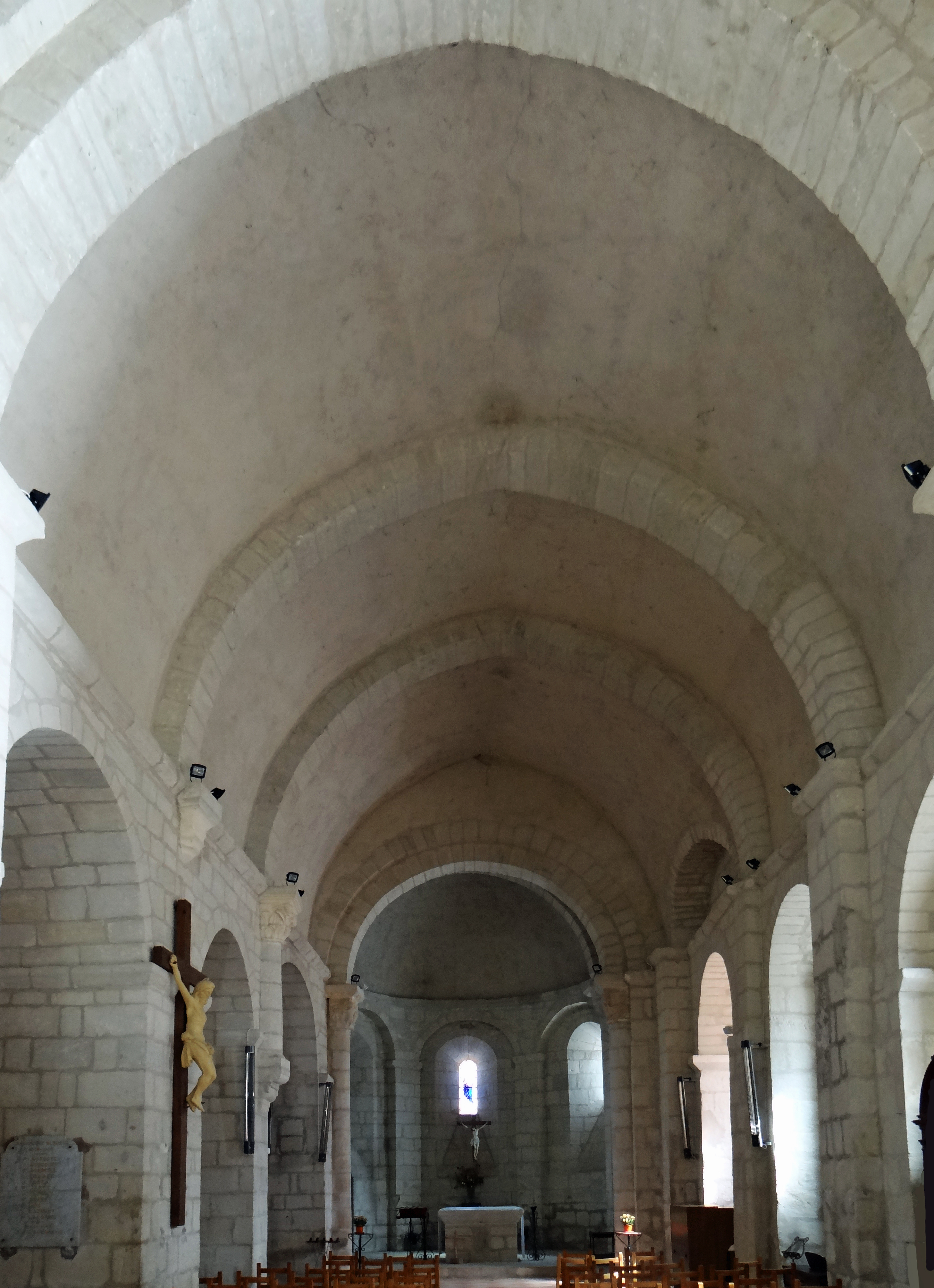
Vue de la nef
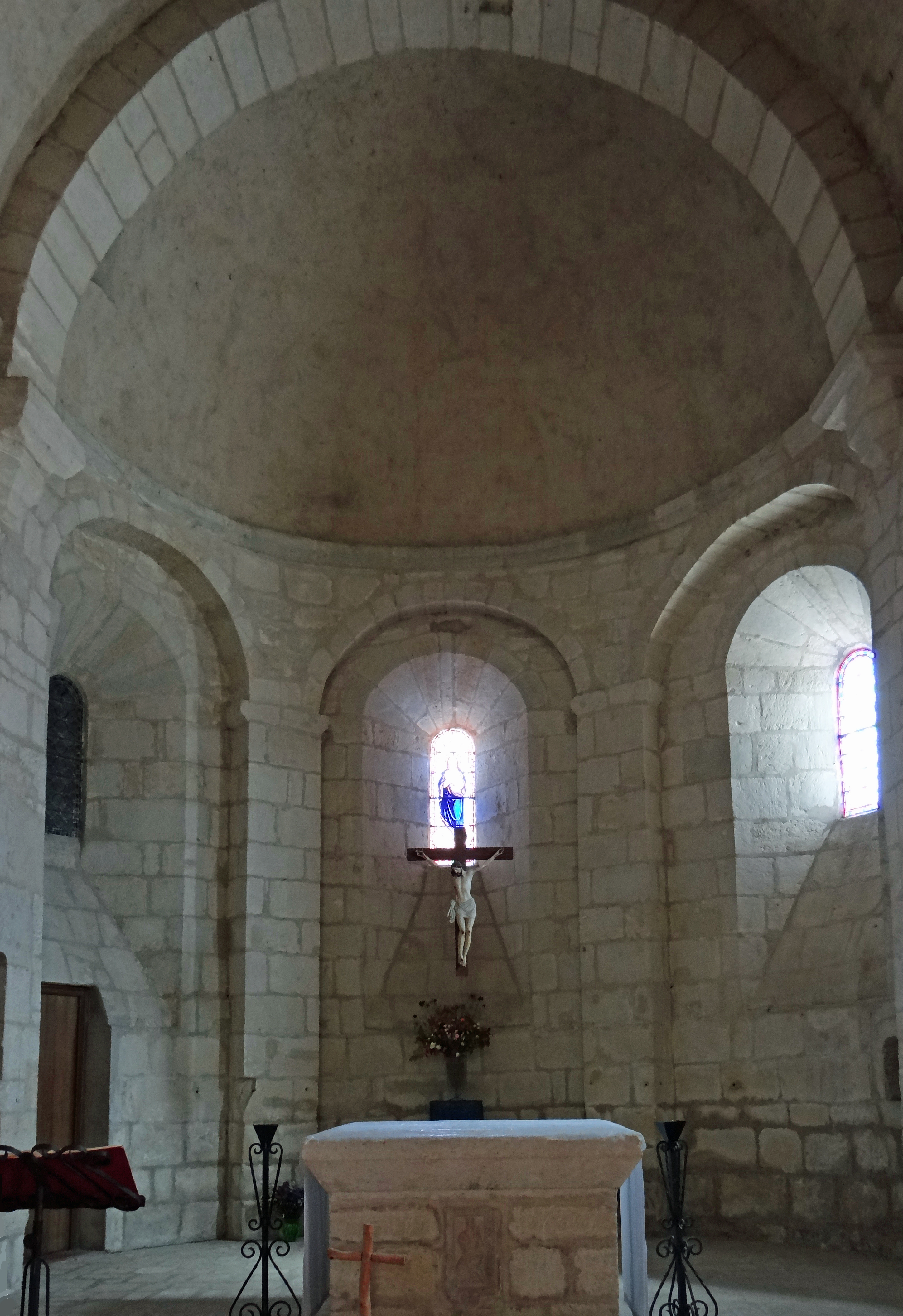
L'abside